# 日吉町 (金沢市)
日吉町（ひよしまち）は、石川県金沢市の町名。現行行政地名。

## 地理
北陸新幹線、IRいしかわ鉄道線の高架下である。

## 歴史
- 幕末 - 加賀国石川郡金沢城下日吉町が存在。加賀藩領。
- 1871年8月29日（明治4年7月14日） - 廃藩置県により金沢県の管轄となる。
- 1872年3月10日（明治5年2月2日） - 金沢県が改称して石川県となる。
- 1879年（明治12年）12月17日 - 郡区町村編制法施行により、金沢区発足。同区の町名となる。
- 1889年（明治22年）4月1日 - 市制施行により、金沢市発足。同市の町名となる。
- 1965年（昭和40年）9月1日 - 住居表示実施により、一部が昭和町となる[3]。
- 1992年（平成4年）4月1日 - 金沢駅西土地区画整理事業（第二工区）の換地処分及び住居表示実施により、一部が広岡1丁目となる[4]。
- 1993年（平成5年）1月9日 - 金沢駅南地区土地区画整理事業の換地処分及び住居表示実施により、一部が中橋町・昭和町となる。また、中橋町の一部を編入する[5]。
- 1996年（平成8年）10月2日 - 金沢駅西土地区画整理事業（第三工区）の換地処分及び住居表示実施により、一部が広岡1丁目・中橋町となる[6]。

## 小・中学校の学区
市立小・中学校に通う場合、学区は以下の通りとなる。
| 番地 | 小学校               | 中学校             |
| ---- | -------------------- | ------------------ |
| 全域 | 金沢市立長田町小学校 | 金沢市立長田中学校 |

## 交通

### 鉄道
- 北陸鉄道浅野川線
- IRいしかわ鉄道線
- 北陸新幹線

### バス
町内にバス停はないが、北鉄バス中橋バス停が近接している。

### 道路
- 石川県道17号金沢港線